# Municipio de Buenavista de Cuéllar
El municipio de Buenavista de Cuéllar es uno de los 85 municipios que conforman el Estado de Guerrero, en México. Forma parte de la región Norte del estado y su cabecera municipal es la ciudad homónima de Buenavista de Cuéllar. Se constituyó como municipio el día 13 de diciembre de 1944. 
Ha sufrido un incendio forestal el día del miércoles 28 de abril del 2021 sin recibir ayuda de las autoridades

## Geografía

### Localización y extensión

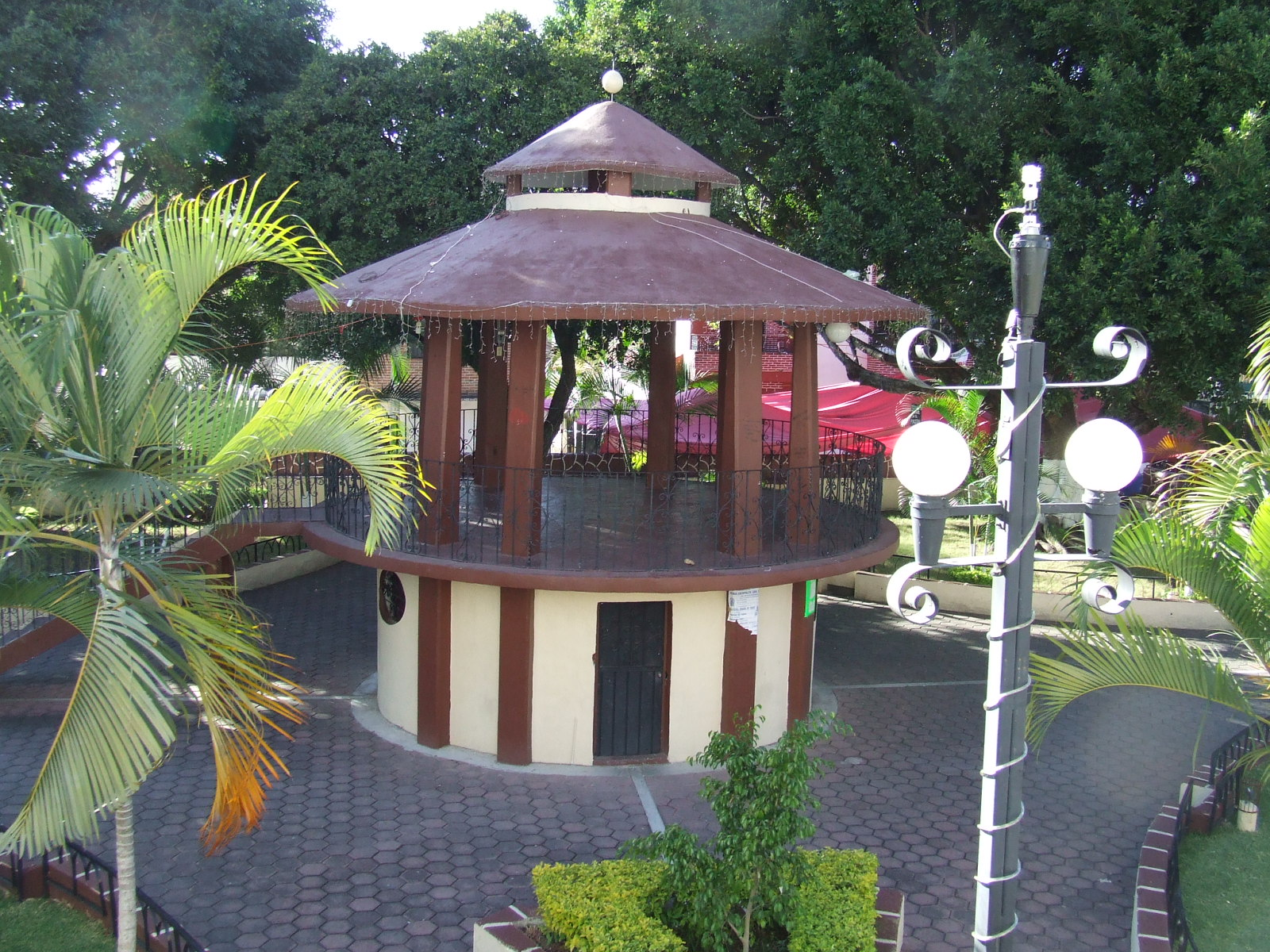
Plaza principal de Buenavista de Cuéllar.

El municipio de Buenavista de Cuéllar se localiza al norte del estado de Guerrero en las coordenadas geográficas 18°28′ y 19°41′ de latitud norte y 99°32′ y 100°3′ de latitud oeste y a una altitud sobre el nivel del mar de 1 300m formando parte de la región geoeconómica Norte. Tiene una superficie total de 338.1 km² representando el 0.45% respecto a la superficie territorial total del estado. Limita al norte con el estado de Morelos, al sur con los municipios de Iguala y Huitzuco de los Figueroa, al este con el municipio de Huitzuco de los Figueroa y el estado de Morelos y al oeste con el municipio de Taxco de Alarcón.

## Demografía
De acuerdo al II Conteo de Población y Vivienda realizado por el Instituto Nacional de Estadística y Geografía la población total del municipio era hasta el año 2005 de 12.418 personas, de los cuales 5.814 eran hombres y 6.334 eran mujeres.

### Localidades
En el censo de 2020 el municipio de Buenavista de Cuéllar contaba con 30 localidades.
| Código INEGI      | Localidad             | Población (2020) |
| ----------------- | --------------------- | ---------------- |
| 120150001         | Buenavista de Cuéllar | 7 233            |
| 120150021         | Santa Fe Tepetlapa    | 1 534            |
| 120150015         | Palmillas             | 1 173            |
| 120150024         | Zacapalco             | 1 016            |
| Otras localidades | Otras localidades     | 2 026            |
| Total municipal   | Total municipal       | 12 982           |

## Presidentes municipales
| \| Periodo \| Alcalde \| Partido \| \| ----------- \| ----------------------------- \| ------- \| \| 2021 - 2024 \| Rubén Salgado Alemán \| \| \| 2018 - 2021 \| Ana Lilia Botello Figueroa \| \| \| 2015 - 2018 \| Blanca Delia Velasco Elizalde \| PVEM \| \| 2012 - 2015 \| Elías Salgado Sámano \| \| \| 2008 - 2012 \| Gerardo Uribe Casimiro \| \| \| 2005 - 2008 \| Santiago Velasco Elizalde \| \| \| 2002 - 2005 \| Salvador Landa García \| \| |                               |         |
| |                               |         |
| Periodo | Alcalde                       | Partido |
| 2021 - 2024 | Rubén Salgado Alemán          |         |
| 2018 - 2021 | Ana Lilia Botello Figueroa    |         |
| 2015 - 2018 | Blanca Delia Velasco Elizalde | PVEM    |
| 2012 - 2015 | Elías Salgado Sámano          |         |
| 2008 - 2012 | Gerardo Uribe Casimiro        |         |
| 2005 - 2008 | Santiago Velasco Elizalde     |         |
| 2002 - 2005 | Salvador Landa García         |         |